# Jean-Philippe Gatien
Jean-Philippe Gatien (n. 16 octombrie 1968, Alès, Languedoc, Franța) este un jucător de tenis de masă francez, medaliat olimpic. A participat la 4 ediții ale Jocurilor Olimpice (1988, 1992, 1996, 2000) în care a câștigat o medalie de argint și o medalie de bronz.